# FK Sloboda Tuzla
FK Sloboda Tuzla – bośniacki klub piłkarski z siedzibą w Tuzli.

## Historia
Fudbalski Klub Sloboda Tuzla został założony w 1919 jako FK Gorki, który był częścią Robotniczego Sportowego Stowarzyszenia im. Gorkiego. Od początku klub był związany z Komunistyczną Partią Jugosławii. W 1924 władze walcząc z Partią Komunistyczną likwidowały wszelkie związki i organizację z nią związane. Jedną z takich organizacji był FK Gorki. Na jego miejsce powołano w 1924 roku klub Hajduk, który jednak w tym samym roku zlikwidowany. W 1927 utworzono Radničko-kulturno sportsko društvo Sloboda (Robotniczo-kulturalny sportowe stowarzyszenie Sloboda). W następnym roku wyłonił się z tego klub RSK Sloboda.
Po II wojnie reaktywowano klub jako FK Sloboda Tuzla. W 1959 klub po raz pierwszy awansował do Prva liga Jugoslavije. W debiutanckim sezonie Sloboda zajęła 12., ostatnie miejsce i opuściła szeregi pierwszoligowców. Równie krótki był drugi pobyt Slobody w jugosłowiańskiej ekstraklasie w sezonie 1962-63. Po raz trzeci Sloboda awansowała do pierwszej ligi w 1969. Sloboda grała jugosłowiańskiej ekstraklasie do jej likwidacji w 1992. Podczas tego okresu Sloboda najwyższą pozycję uzyskała w 1977, kiedy to okazała się gorsza jedynie od Crvenej Zvezdy i Dinama Zagrzeb. Dzięki temu Sloboda wystartowała w Pucharze UEFA. Sloboda odpadła już w I rundzie, w której okazała się gorsza od hiszpańskiego UD Las Palmas. W 1971 Sloboda dotarła do finału Pucharu Jugosławii, gdzie uległa Crvenej Zvedzie.
Po rozpadzie Jugosławii Sloboda przystąpiła do ligi bośniackiej. W rozgrywkach Premijer ligi Sloboda występuje nieprzerwanie od momentu powstania tych rozgrywek w 1994. Najwyższą lokatą uzyskaną przez Slobodę było 3. miejsce w 1996 i 2009 roku. Trzykrotnie Sloboda docierała do finału Pucharu Bośni i Hercegowiny w 2000, 2008 i 2009. Sloboda dwukrotnie startowała w Pucharze Intertoto. Zarówno w 2003 i 2004 Sloboda kończyła te rozgrywki na II rundzie.

## Sukcesy
- 3. miejsce w Prva liga Jugoslavije (1): 1977.
- finał Pucharu Jugosławii (1): 1971.
- 3. miejsce w Premijer liga (2): 1996, 2009.
- finał Pucharu Bośni i Hercegowiny (6): 1995, 1996, 2000, 2008, 2009, 2016

## Znani piłkarze w klubie
| - Omer Joldić - Vedin Musić - Fahrudin Omerović - Muhamed Konjić - Said Husejinović - Edin Šaranović - Vladimir Karalić | - Amir Spahić - Aleksandar Ivoš - Radomir Antić - Rizah Mešković - Ismet Štilić - Ivan Cvjetković |

## Trenerzy
- Branko Pleše (?)

## Sezony wPrva liga Jugoslavije
| Sezon   | Uzyskane Miejsce |
| ------- | ---------------- |
| 1959-60 | 12 (spadek)      |
| 1962-63 | 13 (spadek)      |
| 1969-70 | 9                |
| 1970-71 | 10               |
| 1971-72 | 7                |
| 1972-73 | 6                |
| 1973-74 | 9                |
| 1974-75 | 7                |
| 1975-76 | 6                |
| 1976-77 | 3                |
| 1977-78 | 6                |
| 1978-79 | 8                |
| 1979-80 | 6                |
| 1980-81 | 4                |
| 1981-82 | 13               |
| 1982-83 | 6                |
| 1983-84 | 16               |
| 1984-85 | 13               |
| 1985-86 | 12               |
| 1986-87 | 12               |
| 1987-88 | 5                |
| 1988-89 | 12               |
| 1989-90 | 9                |
| 1990-91 | 18               |
| 1991-92 | 17               |

## Sezony wPremijer liga
| Sezon     | Uzyskane Miejsce |
| --------- | ---------------- |
| 1994-95   | 2. runda         |
| 1995-96   | 3                |
| 1996-97   | 9                |
| 1997-98   | 5                |
| 1998-99   | 5                |
| 1999-2000 | 8                |
| 2000-01   | 11               |
| 2001-02   | 10               |
| 2002-03   | 6                |
| 2003-04   | 5                |
| 2004-05   | 11               |
| 2005-06   | 11               |
| 2006-07   | 12               |
| 2007-08   | 6                |
| 2008-09   | 3                |
| 2009-10   | 8                |
| 2010-11   | 6                |

## Europejskie puchary
Legenda do wszystkich tabel:
- Q – runda eliminacyjna, 1/16, 1/8, 1/4, 1/2 – odpowiednia faza rozgrywek, Grupa – runda grupowa, 1r gr – pierwsza runda grupowa, 2r gr – druga runda grupowa, F – finał, R – runda, PO – play-off
- k. – rzuty karne, los. – losowanie, Dogr. – dogrywka, w. – zasada bramek strzelonych na wyjeździe

| Sezon   | Rozgrywki        | Runda | Przeciwnik        | Dom | Wyjazd | Ogólnie     |
| ------- | ---------------- | ----- | ----------------- | --- | ------ | ----------- |
| 1977/78 | Puchar UEFA      | 1Q    | UD Las Palmas     | 4–3 | 0–5    | 4–8         |
| 2003    | Puchar Intertoto | 1R    | KA Akureyri       | 1–1 | 1–1    | 2–2, k: 3–2 |
| 2003    | Puchar Intertoto | 2R    | Lierse            | 1–0 | 1–5    | 2–5         |
| 2004    | Puchar Intertoto | 1R    | Celje             | 1–0 | 1–2    | 2–2, w.     |
| 2004    | Puchar Intertoto | 2R    | Spartak Trnawa    | 0–1 | 1–2    | 1–3         |
| 2016/17 | Liga Europy      | 1Q    | Beitar Jerozolima | 0–0 | 0–1    | 0–1         |